# Шостий буддійський собор
Шостий Буддійський Собор був скликаний у 1954 році в Бірмі (через шість років після здобуття незалежності від Великої Британії). Релігійні та мирянські лідери буддизму тхеравади хотіли відзначити «Будда Джаянті», 2500-ту річницю смерті Будди. Для цього святкування в Рангуні, столиці Бірми, була побудована величезна штучна печера Маха Пасана Гуха, яка мала нагадувати печеру Саттапанні (одне із запропонованих місць проведення Першого Буддійського Собору) і слугувати вольєром для розміщення монахів-учасників.

## Мета
Метою цього шостого собору була верифікація Тіпітаки, для чого були складені анкети, в яких потрібно було відповісти на низку запитань про дхамму. Запитання ставив Майстер Махасі Саядау, а відповіді давав Майстер Бгаданта Вічіттасарабхівамса.

## Процес
Під час собору, який тривав близько двох років, читалися палійські тексти, а після собору в 1956 році було опубліковано видання палійського канону, коментарів, підкоментарів та інших книг. Це видання вважається найавторитетнішим з наявних видань буддійських текстів традиції тхеравади й відоме як «видання Шостого Собору». Видання також було транскрибоване латиницею, деванаґарі, тайською, сингальською, кхмерською та монгольською мовами.